# The Sensorites
The Sensorites (Los Sensoritas) es el séptimo serial de la serie británica de ciencia ficción Doctor Who, emitido en seis episodios semanales del 20 de junio al 1 de agosto de 1964. La historia destaca por la demostración de los poderes telepáticos de Susan Foreman y las referencias al Doctor y su planeta natal.

## Argumento
El Doctor y la tripulación entran en contacto con los Sensoritas, una raza que vive en la Sensoesfera, que parece hostil contra la tripulación de una nave en misión desde la Tierra a la que tienen atrapada en su órbita. En realidad, gracias a los poderes telepáticos de Susan, averiguan que los Sensoritas les temen porque una expedición anterior de la Tierra les causó mucho daño. El Doctor y sus compañeros tendrán que luchar contra algunos Sensoritas que no les quieren allí, y al mismo tiempo salvar a esa civilización y la nave de una misteriosa enfermedad que les está matando.

### Continuidad
- En la primera escena del primer episodio, los personajes resumen las aventuras que han tenido hasta el momento con el Doctor.
- La descripción de Susan de su planeta diciendo que tiene un cielo naranja fuego y árboles de plata sería repetida por la descripción que haría el Décimo Doctor a Martha Jones en Atasco. Esa descripción es también similar a la que hace el Octavo Doctor a Grace Holloway en la película de 1996.
- En el episodio de Doctor Who Confidential You've Got the Look (emitido acompañando a The Impossible Planet), Russell T Davies dijo que quería que los Ood se parecieran a los Sensoritas, y que le gusta pensar que vienen de un planeta cercano a la Sensoesfera. Esto sería confirmado por el Décimo Doctor en el episodio El planeta de los Ood, cuando el Doctor visita el planeta natal de los Ood y menciona que una vez visitó la Sensoesfera en el mismo sistema.
- Una de las criaturas ataca al Doctor y este dice después que le golpeó justo debajo del corazón, como diciendo que solo tiene una corazón. El hecho de que el Doctor tuviera dos corazones no apareció en la serie hasta mucho más adelante.
- El Doctor se refiere a sí mismo como humano en el segundo episodio, diciendo "Es una falacia, por supuesto que los gatos ven en la oscuridad. No pueden, pero ven mejor que nosotros, los humanos".

#### La telepatía de Susan
- Este episodio es conocido por el uso de Susan de la telepatía. En el diseño original de Susan, está era una chica menos común, que tenía poderes especiales, de los cuales esta telepatía es una de las reminiscencias de ese diseño original. Al final de la historia, Susan pierde la telepatía porque, según los Sensoritas, la Sensoesfera "tiene un extraordinario número de frecuencias ultra-altas, así que no podré seguir usando la transferencia mental". Sin embargo, el Doctor dice que ella tiene un don y que "cuando volvamos a nuestro propio lugar, creo que deberíamos intentar perfeccionarlo".
- Historias posteriores han clarificado más explícitamente que los Señores del Tiempo tienen habilidades telepáticas limitadas.

## Producción
| Episodio               | Fecha de emisión    | Duración | Espectadores en millones | Estado en el archivo |
| ---------------------- | ------------------- | -------- | ------------------------ | -------------------- |
| Strangers in Space     | 20 de junio de 1964 | 24:46    | 7,9                      | Película de 16mm     |
| The Unwilling Warriors | 27 de junio de 1964 | 24:44    | 6,9                      | Película de 16mm     |
| Hidden Danger          | 11 de julio de 1964 | 24:53    | 7,4                      | Película de 16mm     |
| A Race Against Death   | 18 de julio de 1964 | 24:49    | 5,5                      | Película de 16mm     |
| Kidnap                 | 25 de julio de 1964 | 25:47    | 6,9                      | Película de 16mm     |
| A Desperate Venture    | 1 de agosto de 1964 | 24:29    | 6,9                      | Película de 16mm     |
| [ 1 ] [ 2 ] [ 3 ]      |                     |          |                          |                      |

Jacqueline Hill no aparece en los episodios 4 y 5, a pesar de que aparece en los títulos de crédito.
El diseñador Raymond Cusick evitó el uso de líneas rectas y ángulos en los escenarios de la Sensoesfera, buscando un contraste con los edificios alienígenas de otras historias.